# Portret van Doña Antonia Zárate
Het Portret van Doña Antonia Zárate is een schilderij van Francisco Goya. Hij maakte het omstreeks 1805. Sinds 1987 is het een van de hoogtepunten binnen de collectie van de National Gallery of Ireland in Dublin.

## Antonia Zárate
Goya hield erg van het theater en had veel acteurs, actrices en toneelschrijvers in zijn vriendenkring. In het eerste decennium van de negentiende eeuw schilderde hij van enkelen van hen prachtige portretten. Antonia Zárate (1775 - 1811) was een beroemde actrice uit Barcelona, die in heel Spanje succes had. Zij was de dochter van de acteur Pedro de Zárate Valdés en was getrouwd met de zanger Bernardo Gil y Aguado. Uit dit huwelijk kwam Antonio Gil de Zárate voort, een beroemde dichter en toneelschrijver. Antonia Zárate zou twee keer voor Goya poseren: rond 1805 voor het schilderij in Dublin en kort voor haar dood in 1811 voor een portret dat tegenwoordig in de Hermitage te zien is.

## Voorstelling
Waarschijnlijk is het portret in Goya's studio gemaakt, waar volgens een inventaris uit 1812 acht stoelen met geel damast en een bijbehorende divan stonden. Het schitterende contrast tussen deze gele sofa en de zwarte kleding van de actrice laat de meesterhand van de schilder zien. Antonia Zárate draagt een met kant afgezette jurk van zwart zijde in de Franse empirestijl, die in die tijd het modebeeld bepaalde in Spanje. Haar armen zijn bedekt met vingerloze, witte handschoenen en zij houdt een gesloten waaier in haar handen. Goya's talent voor het schilderen van stoffen komt echter het best naar voren in de mantilla, de typisch Spaanse hoofdsluier, die hier over de schouders van de vrouw naar beneden valt.
Goya heeft de achtergrond zeer sober gehouden, zodat de aandacht van de toeschouwer alleen uitgaat naar Antonia Zárate. Kalm en sereen kijkt zij met een afwezige blik in de verte. Ondanks haar grote schoonheid krijgt het portret hierdoor toch een enigszins melancholieke uitstraling.

## Herkomst
- Het werk blijft tot na 1900 in bezit van de nazaten van Antonia Zárate.
- rond 1911: in bezit van het Londense filiaal van de kunsthandel M. Knoedler & Co.
- Gekocht door Sir Otto Beit, een zakenman, filantroop en kunstkenner uit Londen.
- 1930: nagelaten aan zijn zoon Sir Alfred Beit, die het schilderij samen met de rest van zijn omvangrijke verzameling onderbrengt in Russborough House in Blessington.
- In 1974 en opnieuw in 1986 maken criminelen een aantal schilderijen buit in Russborough House. Het Portret van Doña Antonia Zárate werd beide keren ontvreemd en weer terug gevonden.
- 1987: geschonken aan de National Gallery of Ireland, hoewel het werk op dat moment nog vermist was (tot 1993).

## Afbeelding

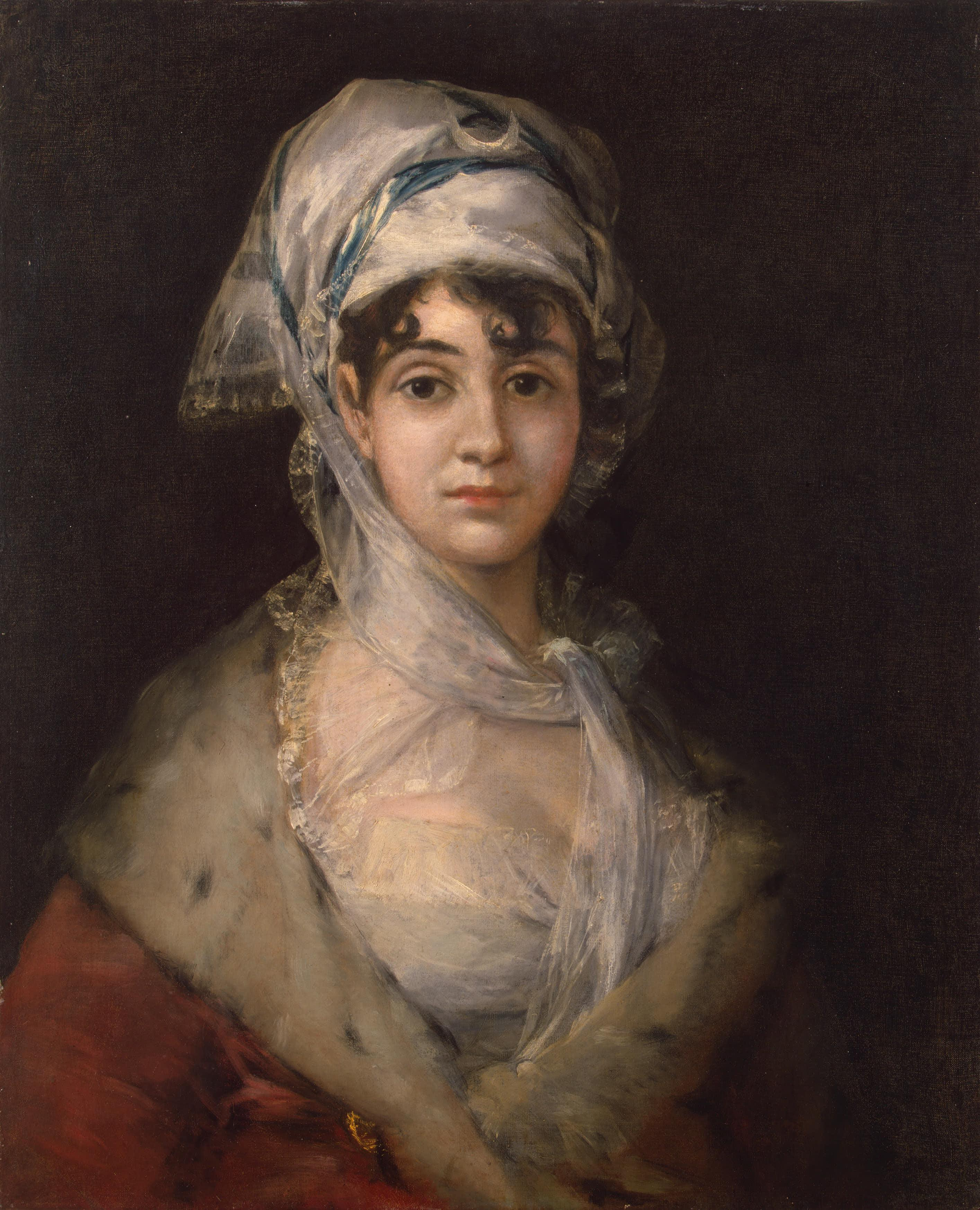
Portret van de actrice Antonia Zárate (1810-11)